# Gary Neville
Gary Alexander Neville (* 18. Februar 1975 in Bury, Lancashire) ist ein ehemaliger englischer Fußballspieler und heutiger -experte. Er bestritt zwischen 1995 und 2007 die meisten Einsätze eines rechten Außenverteidigers in der englischen Nationalmannschaft, galt auf dieser Position als einer der erfahrensten und besten Fußballer der Welt und nahm an zwei Welt- (1998 und 2006) sowie an drei Europameisterschaftsendrunden (1996, 2000 und 2004) teil. Neville spielte seit seiner Jugend beim englischen Premier-League-Verein Manchester United und gewann während seiner Profilaufbahn acht englische Meisterschaften, drei FA-Cup-Trophäen, zwei Ligapokalausgaben sowie 1999 und 2008 die Champions League.

## Vereinslaufbahn

### Die frühen Jahre (1992–1995)
Gary Neville entstammt einer Sportlerfamilie. Sein Bruder Phil ist ebenfalls ehemaliger Profifußballspieler; zudem stand Schwester Tracey Neville in der englischen Auswahl im Netball. Gary spielte außerdem in seiner Jugendzeit Cricket und war dabei in der Bolton Cricket League aktiv. Nachdem er im Juli 1991 Teil von Manchester United geworden war, debütierte er gut ein Jahr später am 16. September 1992 in einem UEFA-Pokal-Spiel gegen Torpedo Moskau. Wie auch sein Bruder ging Phil Neville aus der neuen und stark verjüngten Garde von Manchester United hervor, die Trainer Alex Ferguson in den 1990er Jahren aufbaute. In dieser, „Fergie’s Fledglings“ (deutsch: „Fergies Küken“) genannten Generation (wobei der Spitzname auf die ebenfalls jungen „Busby Babes“ aus den 1950ern anspielte) standen neben dem Brüderpaar noch Spieler wie Ryan Giggs, David Beckham, Nicky Butt und Paul Scholes.
Neville begann ursprünglich als Innenverteidiger, aber aufgrund seiner am Ende 1,80 Meter relativ geringen Körpergröße wurde er später auf die Außenverteidigerposition umgeschult. Seinen sportlichen Durchbruch feierte er in der Saison 1994/95, als ihn Ferguson nach dem Ausfall von Paul Ince dauerhaft auf den vakanten Rechtsverteidigerposten berief. Neville fiel dabei in der Defensive durch Führungsqualitäten und Kopfballstärke auf; auch mit langen Einwürfen machte er sich einen Namen und war damit besonders im FA-Cup-Halbfinale gegen Crystal Palace erfolgreich, als er einen Treffer von Gary Pallister vorbereitete.

### Die sportliche Hochphase (1995–2006)
In der Spielzeit 1995/96, die ihm 1996 das „Double“ aus englischer Meisterschaft und FA Cup einbrachte, begann er zunächst auf der rechten Abwehrseite und rückte nach dem Verletzungsausfall von Gary Pallister in die Innenverteidigung. Obwohl er dort vielversprechende Leistungen an der Seite von David May zeigte und auch eine für diese Position wichtige Kopfballstärke demonstrierte, musste er nach der Rückkehr von Pallister und Steve Bruce in der entscheidenden Schlussphase der Saison wieder weichen und auch der Rechtsverteidigerposten war zwischenzeitlich an Bruder Phil vergeben worden. Beim 1:0-Pokalfinalerfolg gegen den FC Liverpool kam er nur eine Minute vor Ende zu einer Kurzeinwechslung. Dessen ungeachtet nominierte ihn die englische Spielergewerkschaft PFA in die „Mannschaft der Saison“. Nach guten Leistungen bei der Euro 1996 im eigenen Land und der Unterzeichnung eines neuen Fünfjahresvertrags verdrängte er seinen verletzten Bruder als rechten Außenverteidiger und der Gewinn des zweiten Meistertitels wurde erneut durch eine Wahl in die Mannschaft der Saison gekrönt; kurz vor Ende der Spielzeit hatte er zudem gegen den FC Middlesbrough sein erstes Tor erzielt. Der mittlerweile auch in der englischen Nationalmannschaft zum Stammspieler gereifte Neville wuchs ab der folgenden Saison 1997/98 bei „United“ weiter in eine tragende Führungsrolle hinein. Dabei führte er das Team im Champions-League-Viertelfinale gegen den AS Monaco als Kapitän aufs Feld. Italienische Vereine meldeten Interesse an einem möglichen Transfer an, die Neville jedoch – trotz einer titellosen Spielzeit – mit deutlichen Treueschwüren zu seinem Heimatklub beantwortete.
In der erfolgreichen Saison 1998/99, die Manchester United mit der Champions League, der englischen Meisterschaft und dem FA Cup die drei renommiertesten Trophäen einbrachte, war Gary Neville ein wichtiger Schlüsselspieler, der sich speziell gegen Ende der Runde in eine gute Form spielte und sowohl in den Halbfinalpartien gegen Juventus Turin (1:1, 3:2) als auch im Endspiel gegen den FC Bayern München (2:1) in einer insgesamt ersatzgeschwächten Elf überzeugte. Zu Beginn der Saison 1999/2000 hatte Neville zunächst mit Leistenproblemen zu kämpfen, pausierte zwei Monate und kehrte erst Ende November 1999 sporadisch in die Mannschaft zurück. Nach zwei Einsätzen während der FIFA-Klub-Weltmeisterschaft 2000 eroberte er sich spätestens gegen Ende Januar 2000 seinen Stammplatz zurück. Er gewann im Sommer 2000 zunächst die vierte englische Meisterschaft in seiner Laufbahn und komplettierte im Jahr darauf den „Liga-Hattrick“, wobei er in der Spielzeit 2000/01 mit 49 Pflichtspielen – die meisten eines United-Akteurs in dieser Spielzeit – nicht nur „dauerpräsent“ war, sondern während der Verletzung von Jaap Stam und später nach dessen Abgang an der Seite von Wes Brown auch als Innenverteidiger aushalf.
Trotz weiter beständiger Leistungen durchlief Neville mit Manchester United in der Saison 2001/02 eine leichte Krisensituation, die vor allem daher rührte, dass die weiter vakante Position im Abwehrzentrum für Probleme sorgte. Zum Ende der titellosen Spielzeit, die Neville in der Premier League nur den dritten Rang einbrachte, kam auch noch Pech hinzu, als er sich einen linken Mittelfußbruch zuzog. Mit der Verpflichtung von Rio Ferdinand im Juli 2002 stabilisierte sich der Abwehrverbund von United und Neville kehrte nach vollständiger Wiederherstellung Ende September 2002 wieder auf seine angestammte Rechtsverteidigerposition hinter David Beckham zurück. Das Zusammenspiel der beiden „alten Freunde“ stellte sich als eine der besten „Waffen“ des Vereins zum erneuten Meisterschaftserfolg heraus – Nevilles mittlerweile sechstem Ligatitel.
Die folgenden drei Jahre waren gekennzeichnet durch Unruhe und Umbaumaßnahmen. Neville verlor im Juli 2003 mit David Beckham seinen langjährigen Partner auf der rechten Seite und die lange Doping-Sperre von Rio Ferdinand folgte zu einer erneuten Destabilisierung des United-Abwehrverbunds. Neville, dessen Bruder Phil im August 2005 ebenfalls den Verein in Richtung des FC Everton verließ, gewann in dieser Zeit neben dem FA Cup 2004 nur noch den sportlich weniger bedeutenden Ligapokal zwei Jahre später. Zusätzliche Verantwortung übernahm Neville ab Dezember 2005 nach dem Weggang von Roy Keane als neuer Mannschaftskapitän von Manchester United.

### Die letzten Karrierejahre (2006–2011)

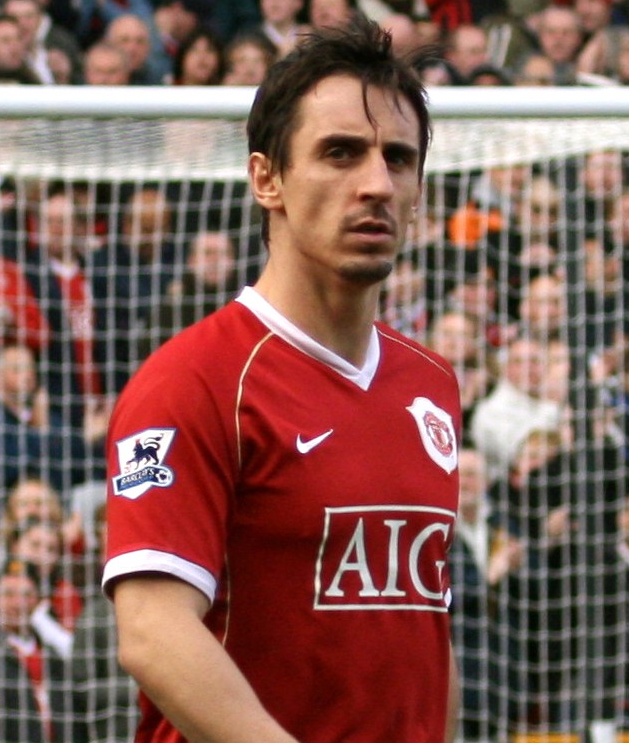
Neville im Dezember 2006

Als fünfter Kapitän seines Vereins nach Bryan Robson, Steve Bruce, Éric Cantona und Roy Keane nahm Neville zum Ende der Saison 2006/07 nach dem erneuten Gewinn des englischen Meistertitels die Premier-League-Trophäe entgegen. Ein „großer Wermutstropfen“ war dabei jedoch die Tatsache, dass Neville in der Schlussphase verletzungsbedingt nicht mehr selbst zum Einsatz gekommen war. Er hatte sich am 17. März 2007 nach elf Minuten im Heimspiel gegen die Bolton Wanderers einen Kreuzbandriss zugezogen, der ihn schließlich nahezu für die komplette Folgespielzeit 2007/08 pausieren ließ. Die einzigen knapp zehn Einsatzminuten absolvierte er im Champions-League-Viertelfinale gegen den AS Rom; einen weiteren Beitrag zum letztlichen Erfolg in der „Königsklasse“ konnte er nicht leisten.
In seinem ersten Auftritt von Beginn an nach 17 Monaten führte Neville sein Team am 10. August 2008 in die Community-Shield-Partie gegen den FC Portsmouth (3:1 n. E.) und knapp drei Wochen später in den Super Cup gegen Zenit St. Petersburg (1:2). Seinen Stammspielerstatus verlor er nun aber sukzessive an Mitspieler wie Wes Brown und John O’Shea; sein Beitrag zum Gewinn der englischen Meisterschaft im Jahr 2009 war mit 16 Einsätzen vergleichsweise gering. Ende Februar 2010 gewann er noch einmal den Ligapokal, als er beim Finalsieg gegen Aston Villa eingewechselt wurde. Im September 2010 trat er von seinem Amt als Mannschaftskapitän zurück, damit dieses von einem regelmäßig eingesetzten Spieler ausgeübt werden konnte – abseits des Platzes blieb er als „Klub-Kapitän“ zunächst weiter Ansprechpartner für Belange des Teams.
Am 2. Februar 2011 verkündete Neville im Alter von 35 Jahren nach 20 Jahren bei Manchester United sein Karriereende. In der aktiven Zeit absolvierte er insgesamt 602 Spiele für Manchester United und erzielte dabei sieben Tore – die 600-Spiele-Grenze hatte er noch mit den vier Pflichtspielen in der Saison 2010/11 übertroffen. Zum Zeitpunkt seines Rücktritts hatten nur Ryan Giggs, Bobby Charlton, Bill Foulkes und Paul Scholes öfter für Manchester United auf dem Platz gestanden. Neville bestritt sein letztes Spiel für Manchester am 24. Mai 2011 in einem Freundschaftsspiel im Old Trafford gegen Juventus Turin. Das Spiel endete 1:2 (1:1) für die Italiener.

## Englische Nationalmannschaft
Am 3. Juni 1995 kam Neville in einer Freundschaftspartie gegen Japan zu seinem ersten Länderspiel für die englische Nationalmannschaft unter dem damaligen Trainer Terry Venables. Seitdem war er als rechter Außenverteidiger unter vier verschiedenen Nationaltrainern die erste Wahl und brach mit seinem 51. Länderspiel im Jahr 2002 in Leeds gegen Italien Phil Neals Rekord für die meisten Spiele als Rechtsverteidiger. Bei seinem ersten großen Turnier war er bei der EM 1996 im eigenen Land der jüngste englische Stammspieler und kam in jeder Partie zum Einsatz, bis er im Halbfinale aufgrund einer Gelbsperre aussetzen musste. Auch bei den nächsten beiden Turnieren, der WM 1998 in Frankreich und der EM 2000 in den Niederlanden und Belgien, war er in der englischen Nationalelf vertreten. Aufgrund eines gebrochenen Fußes konnte er an der anschließenden WM 2002 in Japan und Südkorea nicht teilnehmen. Er kämpfte sich nach erfolgreicher Genesung aber wieder schnell in die Mannschaft zurück und wurde zur ersten Wahl auf seiner angestammten Position bei der EM 2004. Mit insgesamt 11 EM-Spielen ist er englischer Rekordspieler bei Europameisterschaften.
Obwohl er in der späten Phase der Qualifikation zur WM 2006 in Deutschland verletzungsbedingt pausieren musste, wurde er als Stammspieler auf seiner Position in den Kader berufen. Er gab dabei im März 2006 bei einem Freundschaftsspiel gegen Uruguay sein kurzzeitiges Comeback, bevor er sich am 7. Februar 2007 mit seinem 85. Länderspiel gegen Spanien (0:1) verabschiedete. Damit schrammte er nur kurz an dem englischen Außenverteidigerrekord von Kenny Sansom vorbei, der in 86 Partien für England zum Einsatz gekommen war.

## Spielweise/Verhalten
Der ältere der beiden Neville-Brüder wurde von Fußballanhängern häufig für sein unauffälliges Spiel kritisiert, das die Fachwelt aber als solides und erfahrenes Führungsspiel aus der Verteidigung heraus schätzte. Neben den originären Defensivaufgaben war er speziell für seine Unterstützung des Angriffsspiels auf der rechten Seite bekannt. Hier war vor allem das Zusammenspiel mit und seine Eigenschaft als Defensivabsicherung für den vor ihm im Mittelfeld platzierten David Beckham, mit dem Neville auch außerhalb des Platzes eine enge Freundschaft verbindet, zu nennen, das lange Jahre charakteristisch für die „rechte Seite“ von Manchester United war.
Bekanntheit erlangte er auch durch seinen Ruf, sich stark für die Belange anderer Spieler einzusetzen. Er strebte mutmaßlich federführend einen Boykott des Qualifikationsspiels zur EM 2004 in der Türkei an, um die Solidarität zu seinem Nationalmannschaftskollegen Rio Ferdinand zu demonstrieren, der aufgrund einer nicht abgegebenen Dopingprobe gesperrt worden war – der beabsichtigte Streik kam nicht zustande und das Spiel fand statt.
In besonderem medialen Fokus stand Neville im Januar 2006, als er nach dem entscheidenden Tor im Old Trafford gegen den FC Liverpool von Rio Ferdinand in der Nachspielzeit über die Hälfte des Spielfelds rannte und vor dem gegnerischen Anhang feierte. Die Polizei machte diese Aktion für die anschließenden Unruhen zwischen den beiden Fanlagern mitverantwortlich und Neville erhielt vom englischen Fußballverband eine Geldstrafe in Höhe von 5.000 Pfund – gegen diese legte Neville mit der anmerkenden Frage, ob sich Spieler künftig wie „Roboter“ verhalten und keine Emotionen mehr zeigen sollen, Einspruch ein.

## Trainerkarriere
Am 2. Dezember 2015 gab der spanische Erstligist FC Valencia die Verpflichtung von Neville als neuen Cheftrainer bekannt. Es ist seine erste Trainerstation als Cheftrainer. Bei Valencia unterschrieb Neville einen Vertrag bis Saisonende. Beim FC Valencia wurde er schließlich wegen anhaltender und massiver Erfolglosigkeit am 30. März 2016 auch schon wieder entlassen. Trotz seines Amtes als Trainer Valencias hatte Neville in dieser Zeit auch noch die Rolle des Assistant Managers bei der englischen Fußballnationalmannschaft innegehabt.

## Abseits des aktiven Sports
Neville pflegt eine langfristig andauernde Verbindung zu der Insel Malta, die er in seiner Kindheit regelmäßig besucht hatte. Er ist seit dem Jahr 2001 offizieller Tourismusbotschafter des Landes und arbeitet zudem für Air Malta. Im Gegenzug sponsern die Tourismusbehörden die Fußballschule Gary Neville Soccer School auf Malta, in der der Namensgeber in jedem Sommer auch selbst unterrichtet.
1999 fungierte er als Trauzeuge seines engen Freundes David Beckham bei dessen Hochzeit mit Victoria Beckham.
Im Jahr 2005 eröffnete Neville im Nachgang zu einem Freundschaftsspiel gegen die Niederlande, das unter dem Motto „Let’s kick racism out of football“ gegen Rassismus stand, eine Debatte, die die Motive der beteiligten Sponsoren in Frage stellte und dabei kritisierte, dass diese sich weniger in der Sache engagierten, dafür aber mehr von dem Werbeeffekt profitieren wollten.
In seiner Biografie „Red“ lobt er den damaligen Teamchef Glenn Hoddle für sein Fachwissen, kritisiert ihn aber wegen fragwürdiger Methoden wie der Buchung einer Wunderheilerin, die regelmäßig an den Trainingslagern teilnahm. Zudem erzählt Neville von Spritzen bei der WM 1998, die sich ein paar Spieler vor Turnierbeginn geben ließen. Nachdem diese einen Energieschub fühlten wurde die Schlange vor dem französischen Teamarzt Rougier immer länger.

## Erfolge
- UEFA Champions League: 1999, 2008
- Weltpokal: 1999
- Klub-Weltmeisterschaft: 2008
- Englische Meisterschaft: 1996, 1997, 1999, 2000, 2001, 2003, 2007, 2009
- FA Cup: 1996, 1999, 2004
- Englischer Ligapokal: 2006, 2010
- FA Charity/Community Shield: 1996, 1997, 2008
- U-18-Europameister: 1993